# 1963 у хокеї з шайбою
Нижче наведені хокейні події 1963 року у всьому світі.

## Головні події
На чемпіонаті світу в Стокгольмі золоті нагороди здобула збірна СРСР.
У фіналі кубка Стенлі «Торонто Мейпл-Ліфс» переміг «Детройт Ред-Вінгс».

## Національні чемпіони
- Австрія: «Інсбрук»
- Болгарія: «Червено знаме» (Софія)
- Данія: «Рунгстед»
- Італія: «Больцано»
- НДР: «Динамо» (Вайсвассер)
- Норвегія: «Волеренга» (Осло)
- Польща: «Легія» (Варшава)
- Румунія: «Меркуря-Чук»
- СРСР: ЦСКА (Москва)

- Угорщина: «Вереш Метеор» (Будапешт)
- Фінляндія: «Лукко» (Раума)
- Франція: «Шамоні» (Шамоні-Мон-Блан)
- ФРН: «Фюссен»
- Чехословаччина: ЗКЛ (Брно)
- Швейцарія: «Віллар»
- Швеція: «Юргорден» (Стокгольм)
- Югославія: «Акроні» (Єсеніце)

## Переможці міжнародних турнірів
- Турнір газети «Советский спорт»: «Хімік» (Воскресенськ)
- Кубок Шпенглера: «Спарта» (Прага, Чехословаччина)
- Кубок Ахерна: «Юргорден» (Стокгольм, Швеція)

## Народилися
- 2 січня — Олег Знарок, радянський та латвійський хокеїст, а згодом тренер.
- 8 лютого — Гарт Бутчер, канадський хокеїст.
- 12 лютого — Ігор Стельнов, радянський хокеїст. Олімпійський чемпіон.
- 16 березня — Браєн Маллен, американський хокеїст.
- 2 квітня — Юрій Леонов, радянський та російський хокеїст. Чемпіон світу.
- 9 травня — Джо Чірелла, канадський хокеїст.
- 6 червня — Владімір Ружичка, чехословацький та чеський хокеїст, а згодом тренер. Олімпійський чемпіон.
- 14 червня — Джеймс Патрік, канадський хокеїст.
- 13 червня — Сергій Агейкін, радянський і російський хокеїст. Чемпіон світу.
- 15 липня — Стів Томас, канадський хокеїст.
- 26 серпня — Валерій Ширяєв, радянський та український хокеїст. Чемпіон світу.
- 29 вересня — Дейв Андрейчук, канадський хокеїст українського походження.
- 3 жовтня — Патрік Флетлі, канадський хокеїст.
- 24 грудня — Матті Кейнонен, фінський хокеїст. Чемпіон світу. Член зали слави ІІХФ.